# Grundy (cheval)
Grundy (1972-1992) est un cheval de course pur-sang anglais. Sa plus grande victoire est l'édition 1975 des King George VI and Queen Elizabeth Stakes.

## Carrière de course
Né en Irlande mais élevé en Angleterre à Overbury Stud dans le Gloucestershire, Grundy passe aux ventes de yearling d'octobre où il est acquis pour 11 000 Guinées par le banquier italien Carlo Vittadini et confié à l'entraîneur Peter Walwyn, installé à Lambourn dans le Berkshire. Il fait des débuts victorieux en juillet à Ascot, monté par celui qui sera son jockey de toujours, Pat Eddery. Il enchaîne un mois plus tard dans les Sirenia Stakes, puis remporte un premier groupe en septembre, les Champagne Stakes. Reste à conquérir les Dewhurst Stakes, qui traditionnellement sacrent le meilleur 2 ans des Îles Britanniques. Grundy y est opposé à un phénomène de vitesse, Steel Heart, vainqueur coup sur coup des Gimcrack Stakes et des Middle Park Stakes. Mais il n'y a aucun suspens, le partenaire de Pat Eddery effectue un cavalier seul, reléguant Steel Heart à six longueurs. La performance est impressionnante et Timeform dégaine un formidable rating pour un 2 ans : 134.
Grundy est naturellement très attendu pour son retour au printemps 1975. Mais sa préparation pour les classiques du printemps est perturbée en mars par un coup de pied dans la tête reçu au paddock de la part d'un autre 3 ans en vue, Corby. Sa rentrée est tout de même correcte, mais il perd son invincibilité dans un terrain lourd face à Mark Anthony dans les Greenham Stakes. Un peu descendu de son piédestal, Grundy n'en est pas moins le favori des 2000 Guineas mais, surprise, il s'incline à nouveau, battu cette fois par le gros outsider Bolkonski. Il retrouve le chemin du succès en Irlande, dans les Irish 2000 Guineas, où il devance le Français Monsanto et Mark Anthony. Dans le Derby d'Epsom, pour sa première tentative sur la distance, il n'a pas les honneurs du betting puisqu'on lui préfère un autre Français, Green Dancer, qui avait gagné l'année passée l'Observer Gold Cup et vient d'enchaîner la Poule d'Essai des Poulains et le Prix Lupin. Mais il ne sera pas question de lui dans la course (il finit sixième), alors que Grundy s'envole en tête, trois longueurs devant la pouliche française Nobiliary, lauréate du Prix Saint-Alary et deuxième de sa Poule d'Essai. Un succès confirmé au Curragh où Grundy devient le quatrième poulain de l'histoire à réaliser un doublé avec l'Irish Derby.
Intouchable face à ses contemporains sur 2 400 mètres, Grundy doit à présent affronter les chevaux d'âge. Le combat a lieu dans les King George VI and Queen Elizabeth Stakes et le plateau est relevé : sont présents la championne française Dahlia, double tenante du titre, l'Irlando-Allemand Star Appeal, qui reste sur des victoires dans le Grand Prix de Milan et les Eclipse Stakes et finira l'année par un succès dans le Prix de l'Arc de Triomphe, la classique Dibidale (Oaks 1974) et Bustino, qui avait terminé son année de 3 ans par une victoire dans le St Leger, et qui s'est offert pour sa rentrée la Coronation Cup. Ce dernier a deux leaders chargés de faire le train et d'user la pointe de vitesse de Grundy. Une fois que ceux-ci ont accompli leur mission à toute allure, Bustino, monté par Joe Mercer, prend résolument les commandes tandis que Grundy compte quatre longueurs de retard au début de la ligne droite. Eddery lance alors son partenaire à la poursuite de Bustino, les autres sont loin, Grundy grignote son retard, revient à la hauteur du fuyard aux 200 mètres, prend la tête, mais Bustino refuse de céder, s'accroche, repart, reprend la tête, 50 mètres à faire, la lutte est furieuse, Grundy repasse devant et cette fois va jusqu'au bout : une demi-longueur les sépare. Dahlia est troisième à cinq longueurs. Le record de la course est pulvérisé, 2'26"98, soit deux secondes et demi de moins que Supreme Court en 1951, et tiendra 35 ans jusqu'à Harbinger, sur un parcours modifié. Timeform décerne un énorme 137 à Grundy et 136 à Bustino. Dans leur livre A Century of Champions, John Randall et Tony Morris classent Grundy à la 25e place de leur liste des meilleurs chevaux anglais et irlandais du 20e siècle. Mais il restera dans les mémoires pour le grand finale d'Ascot, une lutte si belle que The Observer, dans sa liste des dix plus belles courses du 20e siècle, attribue à cette édition 1975 des King George la deuxième place derrière le duel Omaha/Quashed dans la Gold Cup 1936.
Le match Grundy/Bustino était sublime, mais il a laissé des traces et les héros sont fatigués. Bustino ne reverra plus jamais un champ de courses. Grundy, lui, revient trois semaines plus tard et s'effondre dans la Benson & Hedge Gold Cup, terminant à 10 longueurs derrière Dahlia, Card King et Star Appeal. La course d'après, la course de trop, la dernière.

### Résumé de carrière
| Date         | Hippodrome  | Pays        | Course                                  | Statut      | Distance    | Jockey      | Place       | Écart       | Vainqueur ou deuxième |
| 1974, 2 ans  | 1974, 2 ans | 1974, 2 ans | 1974, 2 ans                             | 1974, 2 ans | 1974, 2 ans | 1974, 2 ans | 1974, 2 ans | 1974, 2 ans | 1974, 2 ans           |
| ------------ | ----------- | ----------- | --------------------------------------- | ----------- | ----------- | ----------- | ----------- | ----------- | --------------------- |
| 26 juillet   | Ascot       | Royaume-Uni | Granville Stakes                        | Maiden      | 1 200 m     | P. Eddery   | 1er / 17    | 2           | No Alimony            |
| 30 août      | Kempton     | Royaume-Uni | Sirenia Stakes                          |             | 1 200 m     | P. Eddery   | 1er / 11    | 2 ½         | Prospect Rainbow      |
| 11 septembre | Doncaster   | Royaume-Uni | Champagne Stakes                        | Gr. 2       | 1 400 m     | P. Eddery   | 1er / 10    | 1/2         | Whip It Quick         |
| 18 octobre   | Newmarket   | Royaume-Uni | Dewhurst Stakes                         | Gr. 1       | 1 400 m     | P. Eddery   | 1er / 8     | 6           | Steel Heart           |
| 1975, 3 ans  |             |             |                                         |             |             |             |             |             |                       |
| 19 avril     | Newbury     | Royaume-Uni | Greenham Stakes                         | Gr. 3       | 1 600 m     | P. Eddery   | 2e / 9      | 2           | Mark Anthony          |
| 3 mai        | Newmarket   | Royaume-Uni | 2000 Guineas                            | Gr. 1       | 1 600 m     | P. Eddery   | 2e / 24     | 1/2         | Bolkonski             |
| 17 mai       | Curragh     | Irlande     | Irish 2000 Guineas                      | Gr. 1       | 1 600 m     | P. Eddery   | 1er / 12    | 1 ½         | Monsanto              |
| 4 juin       | Epsom       | Royaume-Uni | Derby                                   | Gr. 1       | 2 400 m     | P. Eddery   | 1er / 18    | 3           | Nobiliary             |
| 28 juin      | Curragh     | Irlande     | Irish Derby                             | Gr. 1       | 2 400 m     | P. Eddery   | 1er / 13    | 2           | King Pellinore        |
| 26 juillet   | Ascot       | Royaume-Uni | King George VI & Queen Elizabeth II St. | Gr. 1       | 2 400 m     | P. Eddery   | 1er / 11    | 1/2         | Bustino               |
| 19 août      | York        | Royaume-Uni | Benson & Hedge Gold Cup                 | Gr. 1       | 2 080 m     | P. Eddery   | 4e / 6      | 10          | Dahlia                |

## Au haras
Grundy est placé comme étalon au British National Stud, où il connait un succès limité, même s'il a donné une lauréate des Oaks, Bireme, et le vainqueur de la Gold Cup 1983, Little Wolf. En novembre 1983, il est vendu au Japon pour £ 1 600 000, mais il n'y brille pas vraiment.
Grundy meurt en 1992, à 20 ans.

## Origines
Grundy est, avec Shergar, l'autre chef-d’œuvre de Great Nephew, tête de liste des étalons en Angleterre et en Irlande en 1975 et 1981, soit les deux années où ils ont brillé. Great Nephew, avant d'être un excellent étalon, fut un très bon miler, qui commença sa carrière en Angleterre et la finit en France, sous la coupe d'Étienne Pollet pour lequel il remporta son plus beau succès dans le Prix du Moulin de Longchamp.
Word From Lundy, la mère de Grundy, gagna plusieurs petites courses et ne produisit pas d'autres chevaux notables. Elle est issue d'une famille ayant peu de références, sinon une aptitude à la vitesse dont témoigne le top sprinter Tower Walk (Prix de l'Abbaye de Longchamp, Nunthorpe Stakes, National Stakes, 2e 2000 Guineas), dont la deuxième mère est la sœur de celle de Grundy.

### Pedigree
| Origines de Grundy (IRE), mâle alezan né en 1972 | Origines de Grundy (IRE), mâle alezan né en 1972 | Origines de Grundy (IRE), mâle alezan né en 1972 | Origines de Grundy (IRE), mâle alezan né en 1972 |
| ------------------------------------------------ | ------------------------------------------------ | ------------------------------------------------ | ------------------------------------------------ |
| Père Great Nephew                                | Honeyway                                         | Fairway                                          | Phalaris                                         |
| Père Great Nephew                                | Honeyway                                         | Fairway                                          | Scapa Flow                                       |
| Père Great Nephew                                | Honeyway                                         | Honey Buzzard                                    | Papyrus                                          |
| Père Great Nephew                                | Honeyway                                         | Honey Buzzard                                    | Lady Peregrine                                   |
| Père Great Nephew                                | Sybil's Niece                                    | Admiral's Walk                                   | Hyperion                                         |
| Père Great Nephew                                | Sybil's Niece                                    | Admiral's Walk                                   | Tabaris                                          |
| Père Great Nephew                                | Sybil's Niece                                    | Sybil's Sister                                   | Nearco                                           |
| Père Great Nephew                                | Sybil's Niece                                    | Sybil's Sister                                   | Sister Sarah                                     |
| Mère Word From Lundy                             | Worden                                           | Wild Risk                                        | Rialto                                           |
| Mère Word From Lundy                             | Worden                                           | Wild Risk                                        | Wild Violet                                      |
| Mère Word From Lundy                             | Worden                                           | Sans Tares                                       | Sind                                             |
| Mère Word From Lundy                             | Worden                                           | Sans Tares                                       | Tara                                             |
| Mère Word From Lundy                             | Lundy Princess                                   | Princely Gift                                    | Nasrullah                                        |
| Mère Word From Lundy                             | Lundy Princess                                   | Princely Gift                                    | Blue Gem                                         |
| Mère Word From Lundy                             | Lundy Princess                                   | Lundy Parrott                                    | Flamingo                                         |
| Mère Word From Lundy                             | Lundy Princess                                   | Lundy Parrott                                    | Waterval (Famille 8-k)                           |